# Marie-Thérèse de Chateauvieux
Pour les articles homonymes, voir Chateauvieux.
Marie-Thérèse d'Armand de Chateauvieux, née le 20 avril 1915 à Saint-Denis (La Réunion) et morte le 12 avril 2017 à Paris, est une femme politique française.

## Biographie
Fille de Georges d'Armand de Chateauvieux et d’Amélie Adam de Villiers, Marie-Thérèse de Chateauvieux nait le 20 avril 1915 à Saint-Denis. Arrière-petite-fille du marquis Joseph Antoine Sosthènes d'Armand de Chateauvieux, elle se retrouve à la tête du grand domaine agricole que ce dernier a établi dans les Hauts de la commune de Saint-Leu à la mort de son père Georges en 1961.
En 1965, elle devient la première femme maire du département de la Réunion, à la suite des ennuis de santé du maire élu, Henri Bègue, qui lui a demandé de le remplacer à la tête de la municipalité de Saint-Leu. Elle sera réélue en 1971 et 1976, avant d'être battue par Mario Hoareau en 1983.
Elle a également été conseillère générale de La Réunion en 1970.
Après sa vente, son domaine familial a été transformé en Conservatoire botanique national de Mascarin au début des années 1990.
Elle est la cousine du père de l'homme d'affaires Jacques de Chateauvieux.
Elle fête ses cent ans le 20 avril 2015.
Marie-Thérèse de Chateauvieux est décédée le 12 avril 2017 (à 22h) à Paris où elle vivait, à quelques jours de son 102e anniversaire. Elle est inhumée à Saint-Leu à La Réunion le 20 avril, jour de son anniversaire.